# François Isidore Wathiez
Pour les articles homonymes, voir Watier.
François Isidore Wathiez, né le 1er septembre 1777 à Versailles et mort le 24 février 1856 dans cette même ville, est un général de division français du Premier Empire.

## Biographie

### Du soldat de la Révolution au général de l'Empire
Il sert en qualité d'ordonnance aux représentants du peuple à l'armée des Alpes en juillet 1793. Il est promu sous-lieutenant au 25e régiment de chasseurs à cheval, puis lieutenant et il fait les premières campagnes d'Italie. En 1805 il est capitaine, attaché à l'état-major de la cavalerie de la Grande Armée, sous les ordres de Murat, et il participe aux batailles d'Ulm, d'Austerlitz et d'Iéna. En 1807 il est nommé chef d'escadron au 1er régiment de hussards, est grièvement blessé à la bataille d'Heilsberg le 10 juin 1807, où il aide le général Lasalle à retirer le prince Murat des mains des Cosaques. En février 1808 il suit le général Lasalle et obtient le grade de colonel à la suite de la bataille de Medina de Rioseco Il participe au combat de Burgos, à la campagne d'Estrémadure et de Medellin. 
En 1809 il est employé au 9e corps de l’armée d'Allemagne, et il est fait chevalier de l’Empire le 6 octobre 1810. Il combat à Wagram et en 1812, il fait la campagne de Russie sous les ordres de Montbrun, avec le titre de chef d'état-major du 2e corps de cavalerie, et après la bataille de la Moskova, il est attaché avec le même titre au général Sébastiani. Pendant le terrible hiver 1812-1813, il commande les débris du 2e corps de cavalerie et garde le passage de l'Elbe jusqu'à l'arrivée en Allemagne de la nouvelle armée. Nommé le 4 juin 1813, général de brigade et baron de l’Empire, il fait campagne en Lusace, à Leipzig et Hanau. Il fait la campagne de France en 1814 sous le maréchal Marmont avant d'être nommé chevalier de Saint-Louis en 1814. Le 16 juin 1815 il est à l’armée du Nord, commandant d'une brigade de lanciers, à la tête de laquelle il enfonce plusieurs carrés de troupes écossaises à la bataille des Quatre Bras.

### Au service du roi
En 1822 il commande le département de la Meuse, et en 1824 il est fait vicomte. Il est promu le 11 novembre 1837 lieutenant général, membre du Comité de Cavalerie et inspecteur général de la Cavalerie en 1839. Il est élevé à la dignité de grand officier de la Légion d'honneur le 19 avril 1843, et est admis à la retraite le 8 juin 1848.

## Famille
Il épouse Marie Louise Augustine d'Aiguillon, fille de James Robert Joseph d'Aiguillon, gendarme de la garde ordinaire du roi, contrôleur de la maison du roi et maître d'hôtel de la comtesse d'Artois, et de Catherine Gillette Bourdin, puis Françoise Marie Geneviève Walter Boyd.

## Distinctions
- Il fait partie des 660 personnalités à avoir son nom gravé sous l'Arc de triomphe de l'Étoile. Il apparaît sur la 19e colonne (l’Arc indique WATHIEZ).
- Grand officier de la Légion d'honneur le 19 avril 1843.
- Chevalier de l'ordre royal et militaire de Saint-Louis

## Sources
- Ressource relative à la vie publique :   - base Léonore
- http://thierry.pouliquen.free.fr/pagesalpha/PersWad.htm#488
- Louis Gabriel Michaud, Biographie universelle ancienne et moderne, ou histoire, par ordre alphabétique, Desplaces, janvier 1865, 774 p. (lire en ligne), p. 381.